# Gaylord, Michigan
Gaylord este o localitate, municipalitate și sediul comitatului Otsego, statul Michigan, Statele Unite ale Americii.